# Carl Fontana
Carl Fontana (Monroe, 18 luglio 1928 – Las Vegas, 9 ottobre 2003) è stato un trombonista statunitense.

## Biografia
Carl Fontana è considerato uno dei maggiori trombonisti jazz del Ventesimo Secolo, insieme a Frank Rosolino, J.J. Johnson, Urbie Green e Dick Nash.
Nato in una famiglia di musicisti è cresciuto in un ambiente agiato che gli ha consentito di laurearsi nel 1950 in Didattica della Musica. Cogliendo l'occasione di sostituire il grande Urbie Green nell'orchestra di Woody Herman, cominciò a farsi notare nelle big band di un certo livello: nel 1954 fu con Lionel Hampton e dal 1956 con Stan Kenton, con l'orchestra del quale registrò tre dischi.
Nel 1958 si spostò a Las Vegas dove ebbe la possibilità di suonare nelle orchestre di Paul Anka (insieme a Frank Rosolino), Sammy Davis Jr., Tony Bennett, Wayne Newton, e con l'ormai gloriosa big band di Benny Goodman.
Negli anni '70 registrò dischi con Louie Bellson, Bill Watrous e i Supersax. Negli ultimi tempi ebbe a Las Vegas un quintetto con il sassofonista Bill Trujllo, continuando nelle tournée mondiali solo per poche date. Sposatosi, ebbe 3 figli.
Morì a Las Vegas all'età di 75 anni, affetto da lungo tempo dal morbo di Alzheimer.

## Discografia Selezionata
1. The Great Fontana Uptown, 1985.
2. The Carl Fontana-Arno Marsh Quintet: Live at Capozzoli's Woofy, 1997.
3. The Carl Fontana Quartet: Live at Capozzoli's Woofy, 1998.
4. Nice 'n' Easy TNC Jazz, 1999.
5. First Time Together Budapest Music, 2002.
6. Keepin' up With the Boneses TNC Jazz, 2002.
7. Quintet, Vol. 3 Woofy, 2002.
8. Conte Candoli Quintet (live) Woofy, 2003.
9. Retrospective Capitol, 1943.
10. Early Autumn Discovery, 1952.
11. Sketches on Standards Capitol, 1953.
12. Cuban Fire! Capitol, 1956.
13. Kenton in Hi-Fi Capitol, 1956.
14. Bill Perkins Octet on Stage Blue Note, 1956.
15. Round Midnight: A Retrospective (1956-1962) Stash, 1956.
16. Big Band in a Jazz Orbit Andex, 1958.
17. In a Jazz Orbit Andex, 1958.
18. Concerto for Herd Verve, 1967.
19. World's Greatest Jazz Band, Vol. 1 Project 3, 1968.
20. Supersax Plays Bird, Vol. 2: Salt Peanuts Pausa, 1973.
21. Live at the Concord Concord Jazz, 1975.
22. Don't Stop Now! Capri, 1984.
23. Plays Holman Live! Artistry, 1996.
24. 1950's Birdland Broadcasts Jazz Band, 1998.
25. Belgrade Blues Cosmic Sounds, 2001.